# Bob Graham
Pour les articles homonymes, voir Bob Graham (homonymie) et Graham.
Robert Graham, dit Bob Graham, (né le 7 octobre 1947 à Montréal, dans la province de Québec au Canada) est un joueur professionnel canadien de hockey sur glace qui évoluait en position de défenseur.
Lors du repêchage amateur 1964 de la Ligue nationale de hockey (LNH), il est sélectionné en première ronde — troisième choix au total — par les Rangers de New York. Cependant, il ne joue jamais en LNH, passant sa carrière dans des ligues mineures et amateurs.

## Biographie

### Carrière
En 1964, après avoir passé la saison avec les Marlboro Midgets de Toronto, Bob Graham est choisi par les Rangers de New York en première ronde du repêchage amateur 1964 de la Ligue nationale de hockey (LNH) — troisième choix au total. Il continue de jouer en junior jusqu'en 1968, passant l'édition 1967-1968 avec les 67's d'Ottawa de l'Association de hockey de l'Ontario (AHO). La saison suivante, il devient professionnel avec les Blazers de Syracuse de l'Eastern Hockey League (EHL). En janvier, il est échangé aux Checkers de Charlotte de la même ligue, avec lesquels il dispute également la saison suivante. Après une année sans jouer, il retrouve la compétition, jouant trois saisons en amateur avant de se retirer définitivement en 1974.

## Statistiques en carrière
| Saison    | Équipe                   | Ligue   |    | Saison régulière | Saison régulière | Saison régulière | Saison régulière | Saison régulière |   | Séries éliminatoires | Séries éliminatoires | Séries éliminatoires | Séries éliminatoires | Séries éliminatoires |
| Saison    | Équipe                   | Ligue   | PJ | B                | A                | Pts              | Pun              | PJ               | B | A                    | Pts                  | Pun                  |                      |                      |
| 1966-1967 | Greenshirts de Kitchener | MJBHL   |    |                  |                  |                  |                  |                  |   |                      |                      |                      |                      |                      |
| 1967-1968 | 67's d'Ottawa            | AHO     | 45 | 2                | 12               | 14               | 43               | -                | - | -                    | -                    | -                    |                      |                      |
| 1968-1969 | Blazers de Syracuse      | EHL     | 34 | 1                | 10               | 11               | 42               | -                | - | -                    | -                    | -                    |                      |                      |
| 1968-1969 | Checkers de Charlotte    | EHL     | 27 | 3                | 7                | 10               | 43               | 3                | 0 | 1                    | 1                    | 2                    |                      |                      |
| 1969-1970 | Checkers de Charlotte    | EHL     | 7  | 1                | 0                | 1                | 2                |                  |   |                      |                      |                      |                      |                      |
| 1969-1970 | Hornets de Galt          | AHO-Sr. | 26 | 0                | 19               | 19               | 29               | -                | - | -                    | -                    | -                    |                      |                      |
| 1970-1971 | Hornets de Galt          | AHO-Sr  |    |                  |                  |                  |                  |                  |   |                      |                      |                      |                      |                      |
| 1971-1972 | Royals de Woodstock      | AHO-Sr  | 39 | 6                | 20               | 26               | 28               | -                | - | -                    | -                    | -                    |                      |                      |
| 1972-1973 | Foresters de Brantford   | AHO-Sr  | 42 | 4                | 23               | 27               | 16               | -                | - | -                    | -                    | -                    |                      |                      |
| 1973-1974 | Foresters de Brantford   | AHO-Sr  | 3  | 0                | 0                | 0                | 0                | -                | - | -                    | -                    | -                    |                      |                      |